# Droit de vie et de mort
Cet article possède des paronymes, voir Droit à la vie et Droit à la mort.
Le droit de vie et de mort désigne le droit pour une personne ou un groupe de disposer de la vie de certains individus. 
Les victimes de ce droit varient selon les lieux et les époques : esclaves ou serfs, enfants, épouses, prisonniers de guerre, hérétiques, etc.

## Rome antique
Le chef de famille (pater familias), en vertu de son autorité absolue (patria potestas), possédait le droit de vie ou de mort (vitae necisque potestas) sur sa famille.

## Le droit de vie et de mort pendant laRévolution française
Sous la Révolution française, le droit de vie et de mort est défini par l'article 2 du Code pénal de 1791.
Avant 1981, il y avait deux moyens d'exécution, la décapitation et la fusillade.
La guillotine est apparue avec la Révolution française. À partir de la Révolution française, la guillotine a été le symbole de l'exécution légale des condamnés civils, le régime devient répressif et la Terreur s'instaure en France. Afin de répondre aux atrocités commises, plusieurs personnes débattent afin d'abolir la peine capitale. Ce sont les abolitionnistes, parmi eux, il y a Robespierre et Condorcet.

## Droit de vie
Le droit de vie dans le droit français a pour fondement dans le Code civil l'article 16 qui prévoit que "la loi assure la primauté de la personne, interdit toute atteinte à la dignité de celle-ci et garantie le respect de l’être humain dès le commencement de sa vie".
La charte de l'Union européenne prévoit aussi ce droit en son article 2 : "toute personne a droit à la vie, nul ne peut être condamné à la peine de mort". 
Au sein du droit à la vie des questions se sont posées à propos de la recherche sur les embryons et dans le cas de la procréation médicalement assistée (PMA). 

### Les recherches sur les embryons
En 1994 le principe posé été simple, la recherche sur l’embryon humain est interdite. Dix ans plus tard, la loi du 6 août 2004 conserve le principe d’interdiction, mais l’assortit d’exceptions. En 2011 le législateur a précisé ces exceptions pour rendre plus efficaces leur mise en œuvre. Et la loi du 6 août 2013 a considérablement fait évoluer la considération puisqu'elle a supprimé le principe d’interdiction : dorénavant on retient un principe d’autorisation des recherches sous conditions. 
Les articles 2151-2 et s du Code de la santé publique, identifient les embryons sur lesquels il n’est pas possible de faire des recherches :
Il n’est pas possible de créer spécifiquement un embryon pour la recherche
Il n’est pas possible de créer un embryon à des fins commerciales ou industrielles.
Il n’est pas possible de créer un embryon par clonage, à des fins thérapeutiques.
Le conseil constitutionnel est saisi d'une question faisant référence à la recherche sur les embryons et rend une décision le 21 janvier 2016 dans laquelle il considère que ces recherches au bénéfice de l’embryon lui-même ne méconnaissent pas le principe de sauvegarde de la dignité de la personne humaine.

### Assistance médicale à la procréation
Autrement nommé procréation médicalement assistée, et souvent évoquée à travers l’abréviation "PMA", celle-ci est défini par l'article L 2141-1 du Code de la santé publique « l’assistance médicale à la procréation s’entend des pratiques cliniques et biologique permettant la conception in vitro, la conservation des gamètes, des tissus germinaux et des embryons, le transfert d’embryon et l’insémination artificielle ». 
L'objectif  est de répondre à l’infertilité d’un couple, ou d’éviter la transmission à l’enfant ou à un membre du couple d’une maladie d’une particulière gravité.
La PMA en France est permise aux couples de personnes de sexe différent, aux personnes vivantes en âge de procréer et ayant consentie au transfert d’embryon et à leur insémination. 
Il y a une différence ici avec l'Espagne par exemple qui accepte l'insémination post mortem dans les 12 mois après le décès. 

## Droit de mort
La question du droit de mort en France se pose principalement dans deux situations : 

### Le droit de ne pas naître
Toute femme en enceinte a la possibilité de mettre fin à sa grossesse dès lors que les examens médicaux ont décelé un handicap chez l'enfant à venir. 
En ce sens sur le fondement de ce droit certaines difficultés se sont posées lorsqu'un enfant est né avec un handicap qui aurait dû être décelé par les médecins lors des examens et que la mère avait préalablement précisé son souhait de mettre fin à la grossesse dans le cas où un handicap serait décelé. (Ex : Affaire Nicolas Perruche : les parents de l'enfant né handicapé engagent la responsabilité des médecins aux vues d'une indemnisation des préjudicies subis par les parents et l'enfant lui-même).
L'affaire Perruche et les nombreuses questions qu'elle a posé a permis l'adoption de disposition pour régler légalement ce type de situation. Ainsi, la loi du 4 mars 2002 relative au droit des malades prévoit en son premier article composé de quatre alinéa des dispositions relatives au droit de ne pas naître et la possible responsabilité des médecins. Les dispositions de cet article ont par la suite été transférées dans le Code de l'action sociale et des familles par la loi du 11 février 2005 relative aux handicapés et à l'égalité des chances. 

### Le droit en faveur des malades et des personnes en fin de vie
En France l'euthanasie est strictement interdite. 
La loi dite Léonetti du 22 avril 2005 permet aux malades de refuser l’acharnement thérapeutique et de refuser toute obstination déraisonnable. L'article L 1110-5 du Code de la santé publique prévoit notamment que : « lorsque les actes apparaissent inutiles, disproportionnés, ou n’ayant d’autres effets que le seul maintien artificiel de la vie, ils peuvent être suspendus ou ne pas être entrepris.» La législation permet donc le laisser mourir mais elle ne permet pas le faire mourir. Le seul arrêt de traitement peut cependant aggraver la souffrance de la personne.
En ce sens, l'affaire Vincent Humbert a permis une évolution.  
Une nouvelle loi a été promulguée le 2 février 2016, créant de nouveaux droits en faveur des malades et des personnes en fin de vie. L'article L 1110-5 du Code de la santé publique a été réécrit : « toute personne a le droit d’avoir une fin de vie digne et accompagnée du meilleur apaisement possible de la souffrance ». Cette loi introduit de plus un article 1110-5-2 qui prévoit le cas de la sédation profonde sous condition. Cela permet ainsi de concilier l'arrêt de traitement et l'absence de souffrance du patient. 

### Différence États-Unis et France

#### États-Unis d’Amérique
Les États-Unis d'Amérique sont un État fédéral composé d’États fédérés. Chacun de ces États exerce sa propre autorité. C'est pourquoi, certains États autorisent la peine de mort et d'autres l'ont abrogée.  

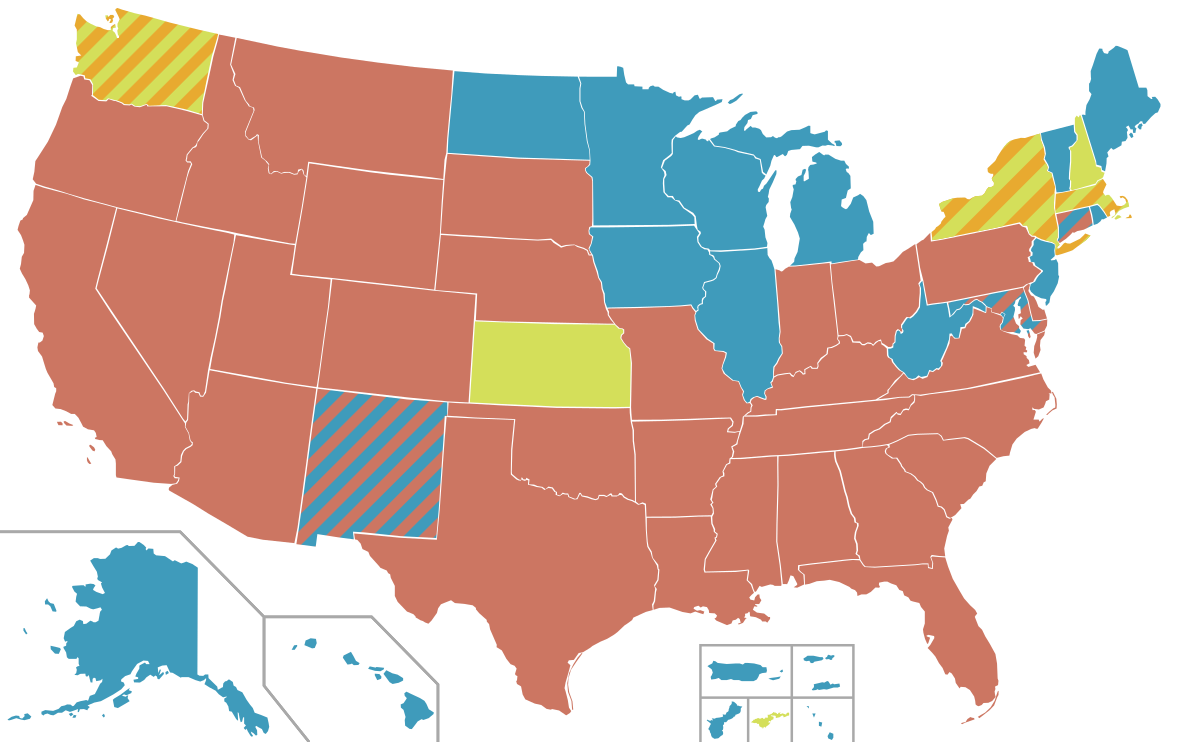
Application de la peine de mort aux États-Unis : Bleu → Peine de mort abolie
Rayures Orange → Considère la peine de mort comme anticonstitutionnelle
Vert → Aucune exécution depuis 1976
Marron → A appliqué la peine de mort depuis 1976

#### France
Avant 1981 :
La peine de mort était la plus forte peine que pouvait donner le juge. Les personnes jugées coupables pouvaient être exécutées par pendaison ou par la guillotine. L'exécution se faisait dans la majorité du temps sur la place publique à la vue de tout le monde pour que cela puisse servir de leçon au peuple.
Après 1981 :
La peine de mort a été abolie par la loi Badinter du 9 octobre 1981 sous la présidence de François Mitterrand qui avait proclamé, durant sa campagne électorale, être contre la peine de mort.